# Ян ван дер Меєр
Голландська республіка
Ян ван дер Меєр Утрехтський (Ян Вермеєр Утрехтський / Йоган ван дер Меєр / нід. Jan van der Meer van Utrecht / ; Vermeer d’Utrecht / Meer, Jan van der (III); 1630, Схіплейден — 1696, нідерл. Вреесвейк) — художник-портретист, майстер жанрових сцен епохи Золотого віку голландського живопису.

## Біографія
Майбутній художник, Ян ван дер Меєр Утрехтський, був хрещений 16 лютого 1630 в Схіплейдені. Його батько помер, коли хлопчикові було 10 років, так що виховання Ян Ван дер Меєр отримав у будинку двоюрідного діда в Роттердамі. За відомостями, повідомленими Хаубракеном, Ван дер Меєр подорожував по Італії разом з Ліве Верхейзеном), а в самій Італії подружився з Вільємом Дростом і Йоганом Карлом Лотом.

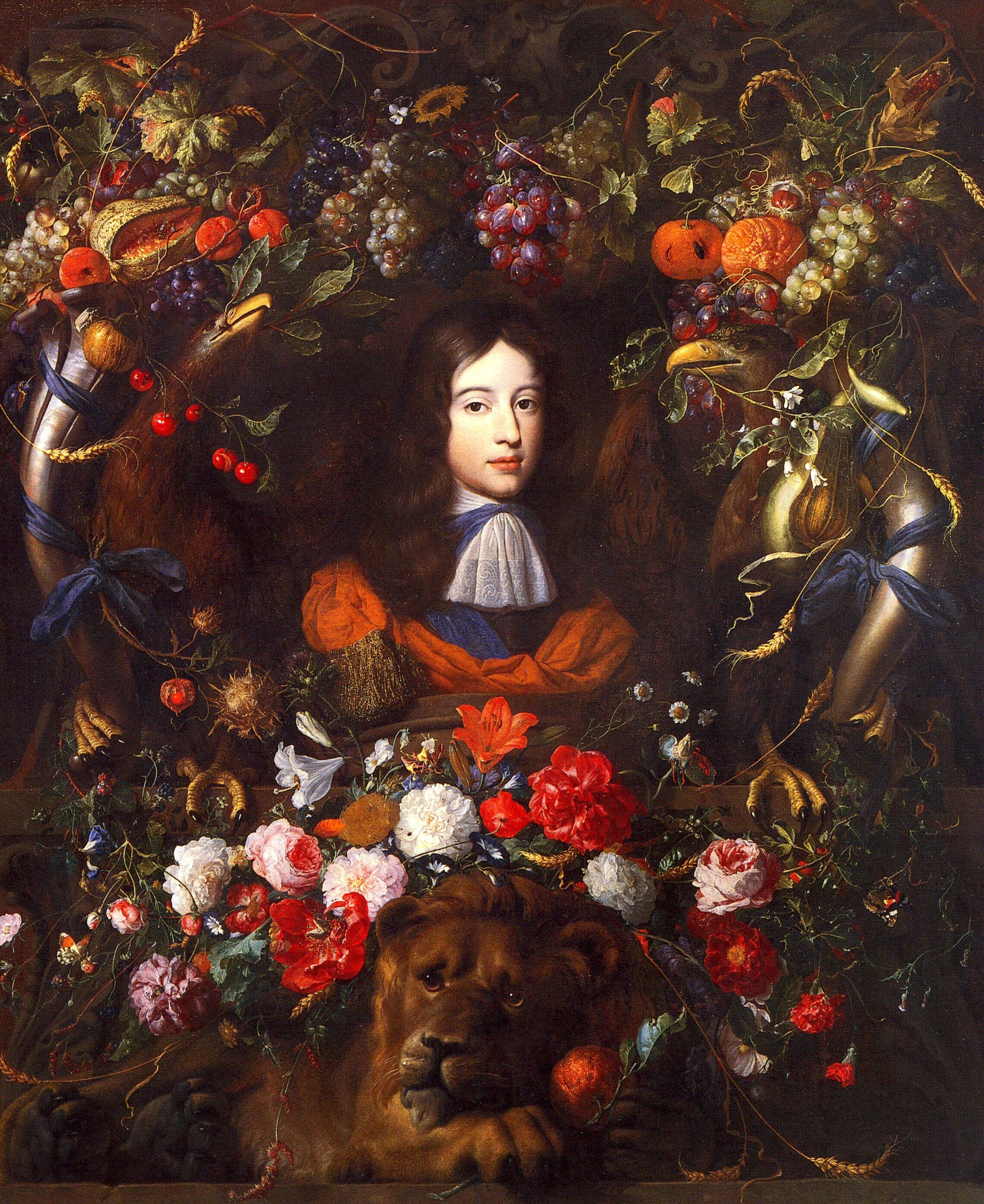
Портрет Вільгельма III Оранського в 10-річному віці
між 1662 і 1666; полотно, масло 131 × 114 см.
Музей красних мистецтв Ліона, Франція

Повернувшись до Голландії в 1662, вже в наступному році Ван дер Меєр вступає в члени Утрехтської гільдії святого Луки, а в 1664-1666 стає деканом гільдії.
У біографії Ян Девідс де Хем Хаубракен наводить цікавий епізод з життя Ван дер Меєра Утрехтського. Після повернення з Італії, Ван дер Меєр одружився з багатою вдовою, яка володіла фабрикою з виробництва свинцевих білил. Життя не доставляло йому особливого клопоту, поки не померла його дружина. На довершення нещасть фабрику під час навали армії Людовика XIV (Рік лих, нід. Rampjaar) спалили французькі солдати. До цього часу живописом Ван дер Меєр займався скоріше для власного задоволення, будучи онуком дуже заможного діда.
Потім Ван дер Меєр прибув до двору свого покровителя, Фредеріка Зейлестейн-Насауського (вб. 1672). Тут йому стали  в пригоді навики живописця, і він, не в останню чергу завдяки вдало виконаному портрету юного принца  Вільгельма III в оточенні квітів, отримує місце на державній службі.

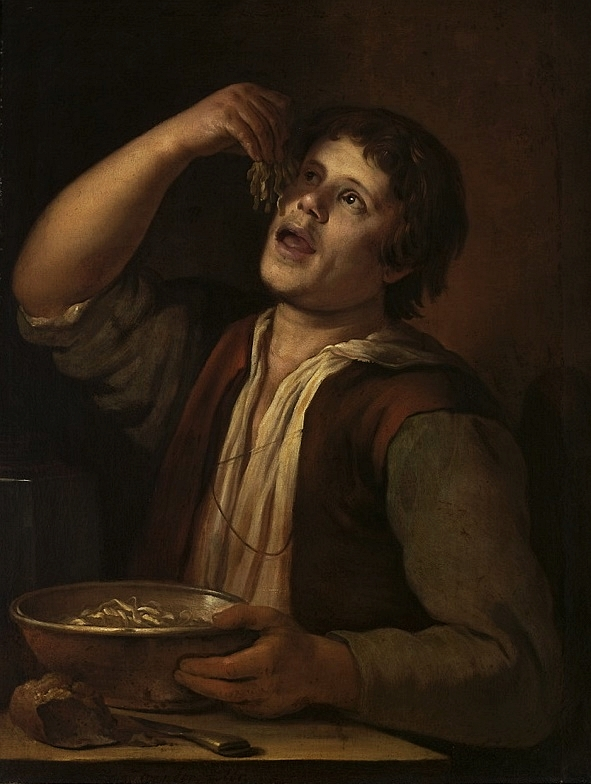
Поїдаючий пасту. 1656
Полотно, масло 93,5 × 72 см. Національний музей, Варшава

Мабуть, саме заступництво Фредеріка де Зейлестейна сприяло призначенню Ван дер Меєра в члени правління Утрехта (Vroedschap), хоча художник цілком міг відчувати свою непотрібність в цьому середовищі. Утрехтська рада проявила співчуття до долі Ван дер Меєра в 1672 році (нещасному, втім, для всієї незалежної Голландії) після втрати ним коштів для існування, і ось він отримує посаду збирача податків і контролера важливого шлюзу в нідерл.Вреєсвейку. У 1683 році в тому ж Вреєсвейку Ван дер Меєр поєднався другим шлюбом з Хендріною Хаунітоп (Hendrina Hounietop). Тут він і помер між травнем 1695 і вереснем 1697 року.

## Музейні зібрання
- Музей красних мистецтв Ліона, Франція / фр.Musée des beaux-arts de Lyon
- Лувр, Париж, департамент картин
- Національний музей, Варшава

## Живопис Ван дер Меєра в мережі
- Біля входу в таверну, 1653 [Архівовано 7 квітня 2016 у Wayback Machine.]. Полотно, масло 70 × 66 см Париж, Лувр INV. 1452
- Троє на фермі; 2-а пол. XVII ст. Дерево, масло 37 × 30 см (Аукціон Chrisie’s, Вена, 1996)

## Література

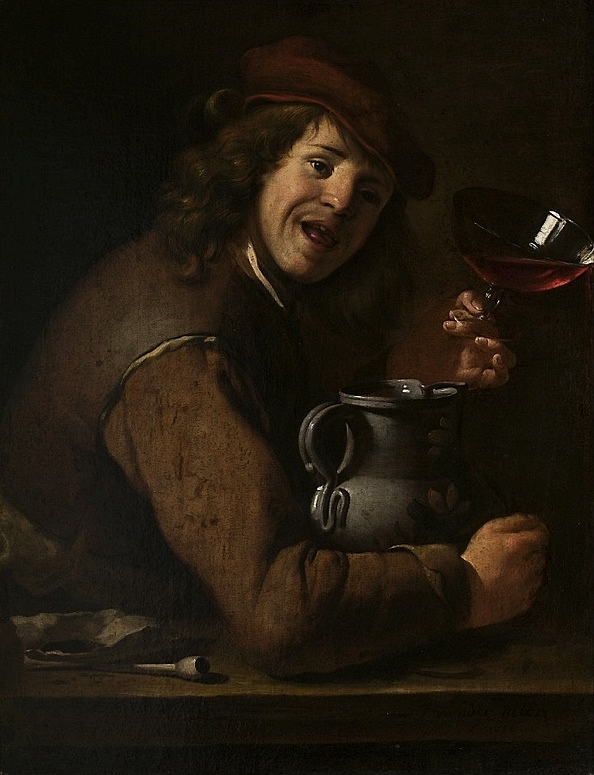
Любитель вина. 1656
полотно, масло 93 × 71 см. Національний музей, Варшава

## Примітки

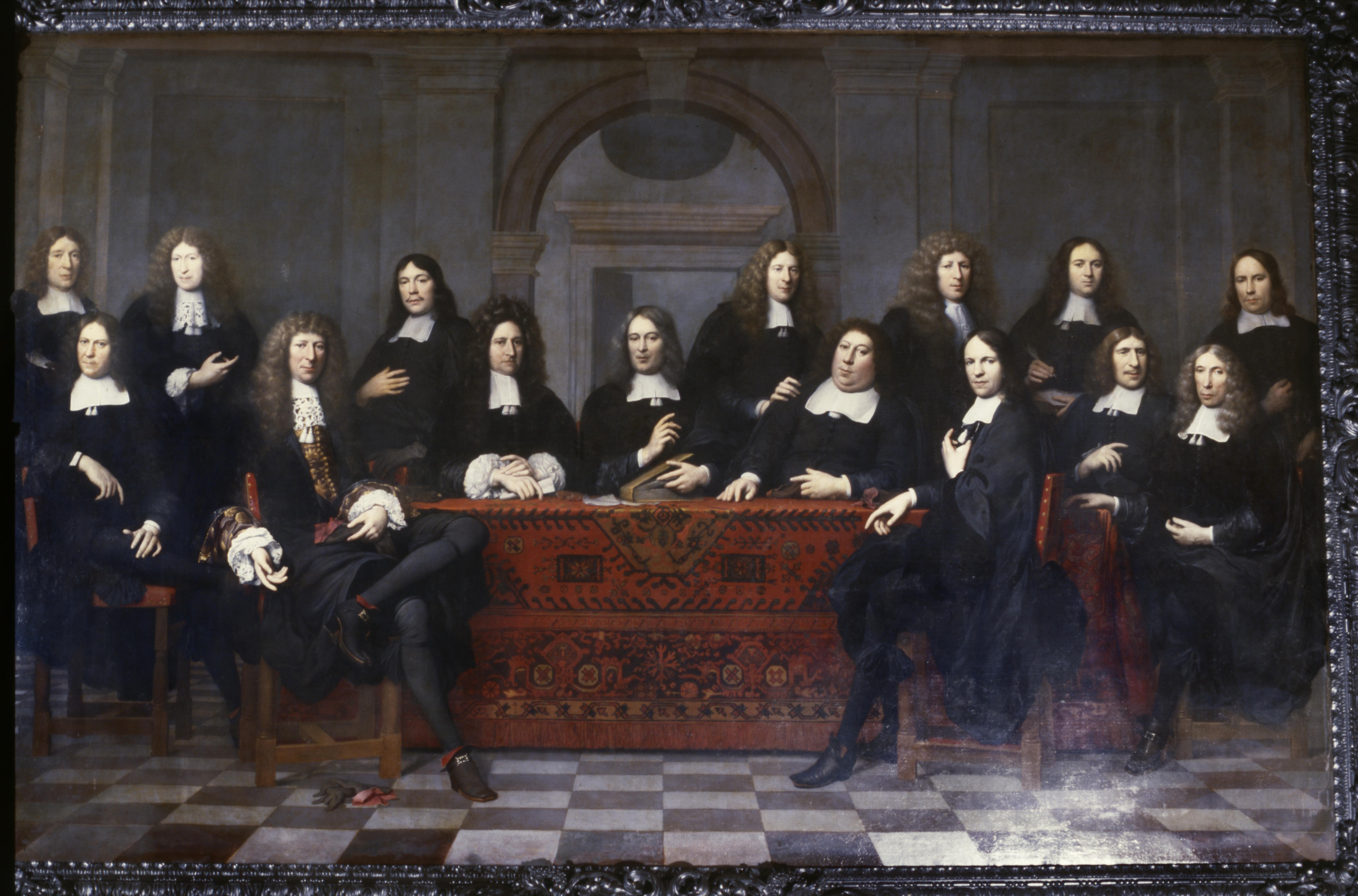
Регенти сиротського приюту Утрехта. 1680
Полотно, олія, 276 × 436 см. Fundatie van Renswoude, Утрехт